# Chapelle de Pen-Bron
La chapelle de Pen-Bron est un lieu de culte catholique situé sur la commune de La Turballe, dans le département français de la Loire-Atlantique.

## Présentation
La chapelle Notre-Dame se situe à la pointe de la presqu'île de Pen-Bron, sur la commune de La Turballe. Elle fait partie de l'ancien centre marin de Pen-Bron.

## Historique
Le sanatorium de Pen-Bron est fondé le 31 octobre 1887 sur un site précédemment occupé par d'anciennes conserveries de sardine et de thon. Une chapelle y est ouverte au culte le 19 juillet 1888 dans un ancien hangar à sardines et le chemin de croix est érigé canoniquement en 1889. Le développement rapide de l'établissement impose néanmoins la construction d'une véritable chapelle.
Les travaux de construction, conduits par l'architecte Georges Lafont, débutent en 1891. Le clocher en granit doté de cloches et d'une horloge, le tout réalisé par les ateliers Pellerin de Tiffauges, est érigé en 1905. L'édifice achevé est béni le 12 juin 1906, une fois terminée la façade principale de l'établissement. Car ce qui est caractéristique de la chapelle de Pen-Bron, c'est que la façade sert tout autant au bâtiment qu'à la chapelle elle-même. Cette façade, d'inspiration romane, donnant vers Le Croisic, est surmontée d'un campanile en granit et en cuivre dont l'horloge rythme la vie de l'établissement tout autant que celle des alentours.

## Architecture
La chapelle de style néo-roman se développe derrière le bâtiment d'accueil qui donne accès au lieu de culte. L'ensemble est en moellons apparents. Les encadrements des baies sont en pierre calcaire formant tympans.

### Intérieur
L'intérieur de la chapelle n'a pas eu à souffrir des temps difficiles de la Deuxième Guerre mondiale. Elle est intacte, telle que l'ont voulu ses concepteurs. La nef à vaisseau unique porte une voûte lambrissée peinte de style ogival. Le sol est pavé de carreaux de ciment décoratifs. Une tribune existe au-dessus du hall d'entrée. L'intérieur de la chapelle a subi peu de modifications.

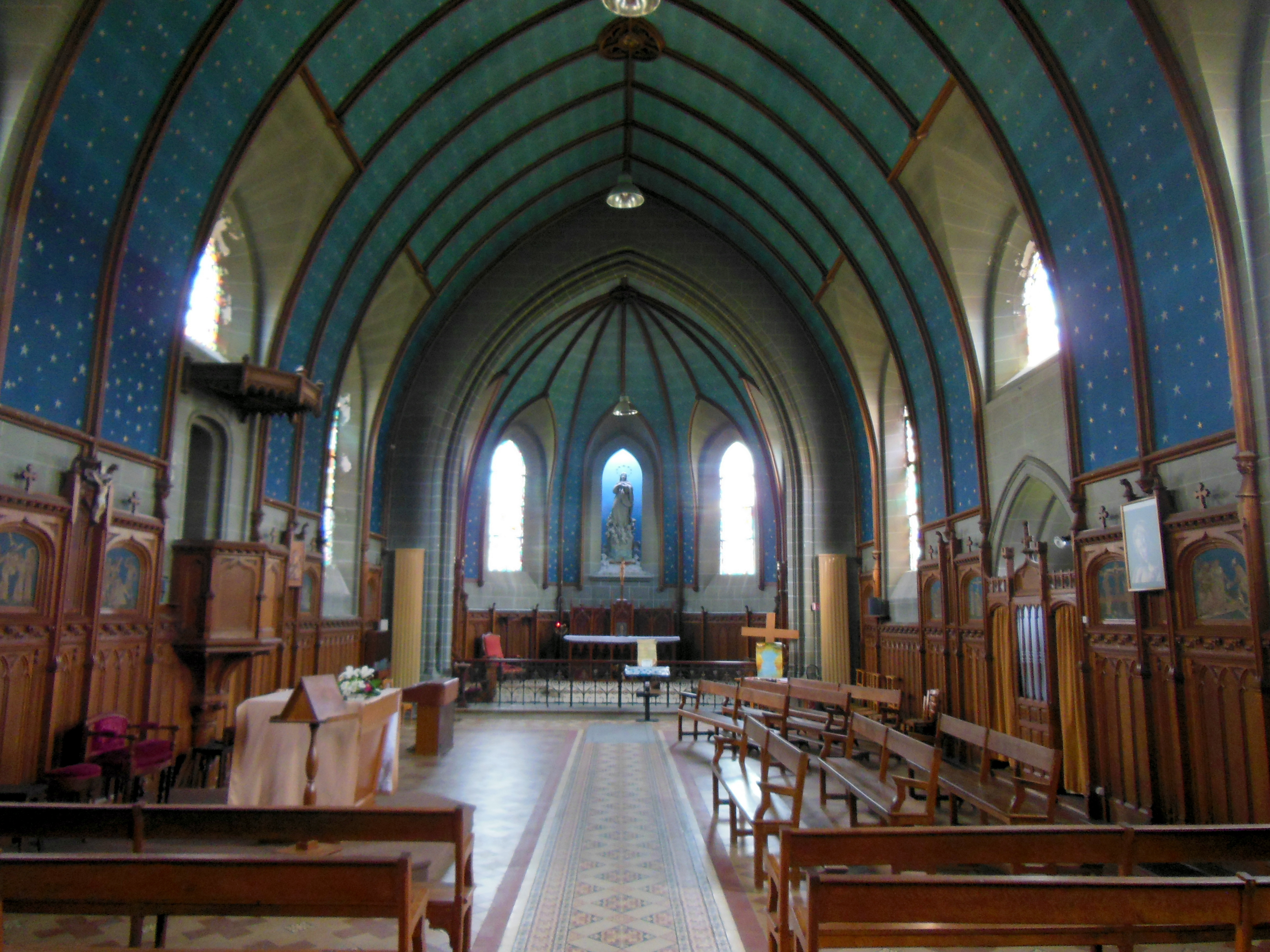
Nef.
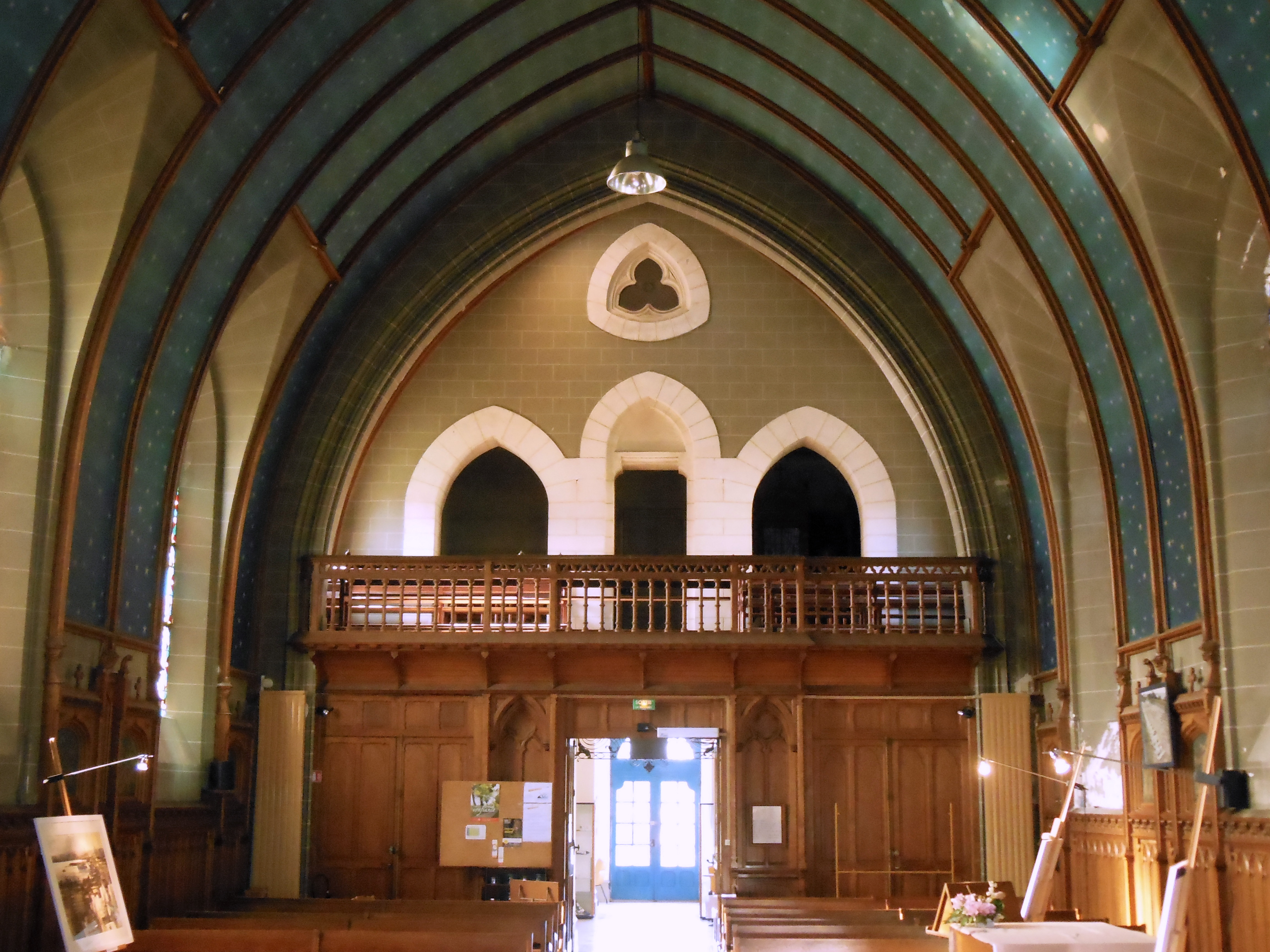
Tribune au-dessus du hall d'entrée.

Les murs sont lambrissés à mi-hauteur, les boiseries sont de l'atelier Maurice du Pouliguen, dans lesquelles s'insère un original chemin de croix de Raphaël Freida. L'autel, réalisé par les ateliers Verbruge de Nantes, est en chêne de Hongrie, la table de communion en fer forgé est l'œuvre de l'architecte André Chauvet. Une Vierge de l'Assomption en carton-pierre, placée dans une niche en cul-de-four dans l'abside, attire le regard vers le chœur où un éclairage zénithal permet la mise en valeur de la statue.

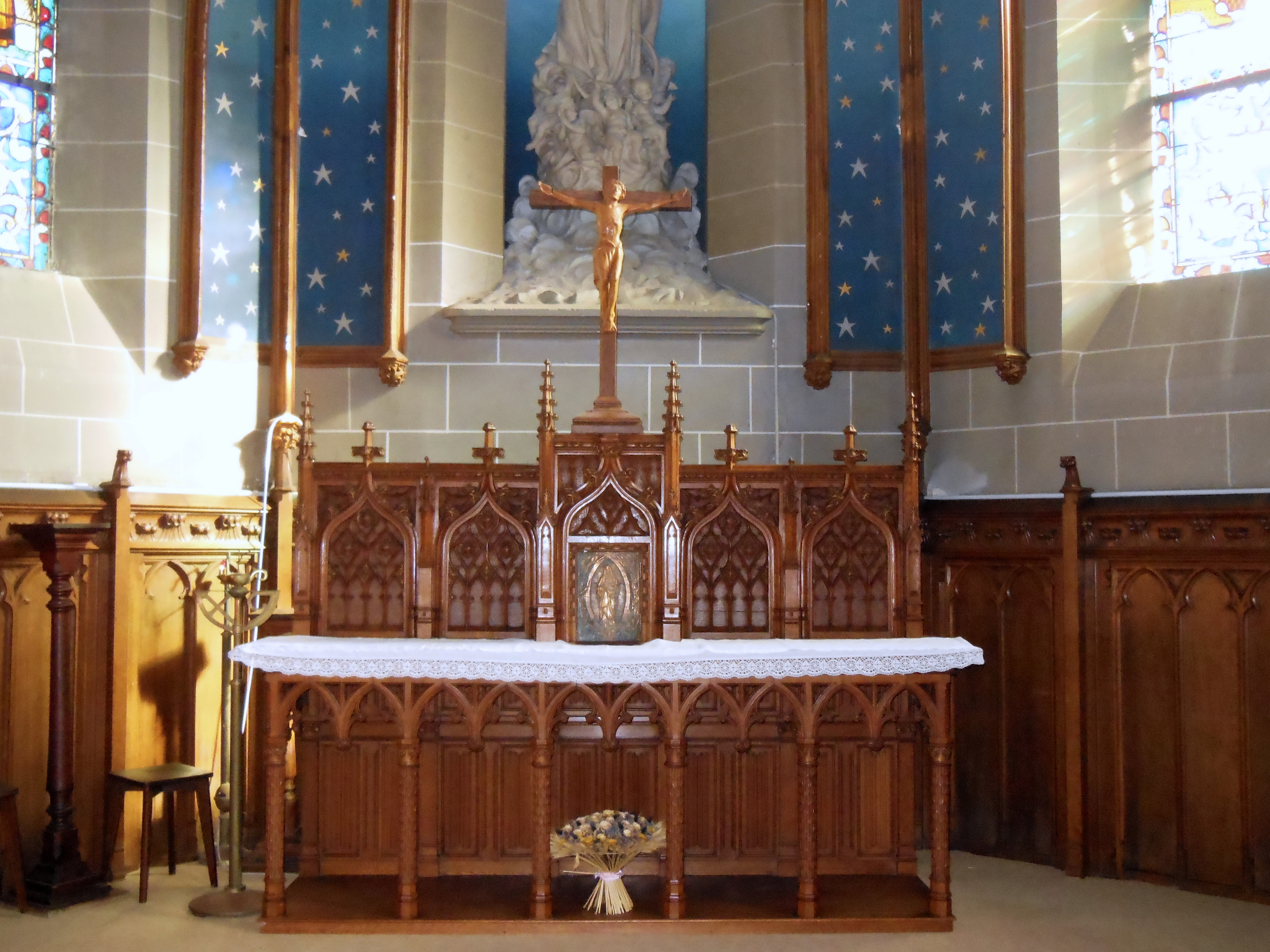
L'autel et le tabernacle.
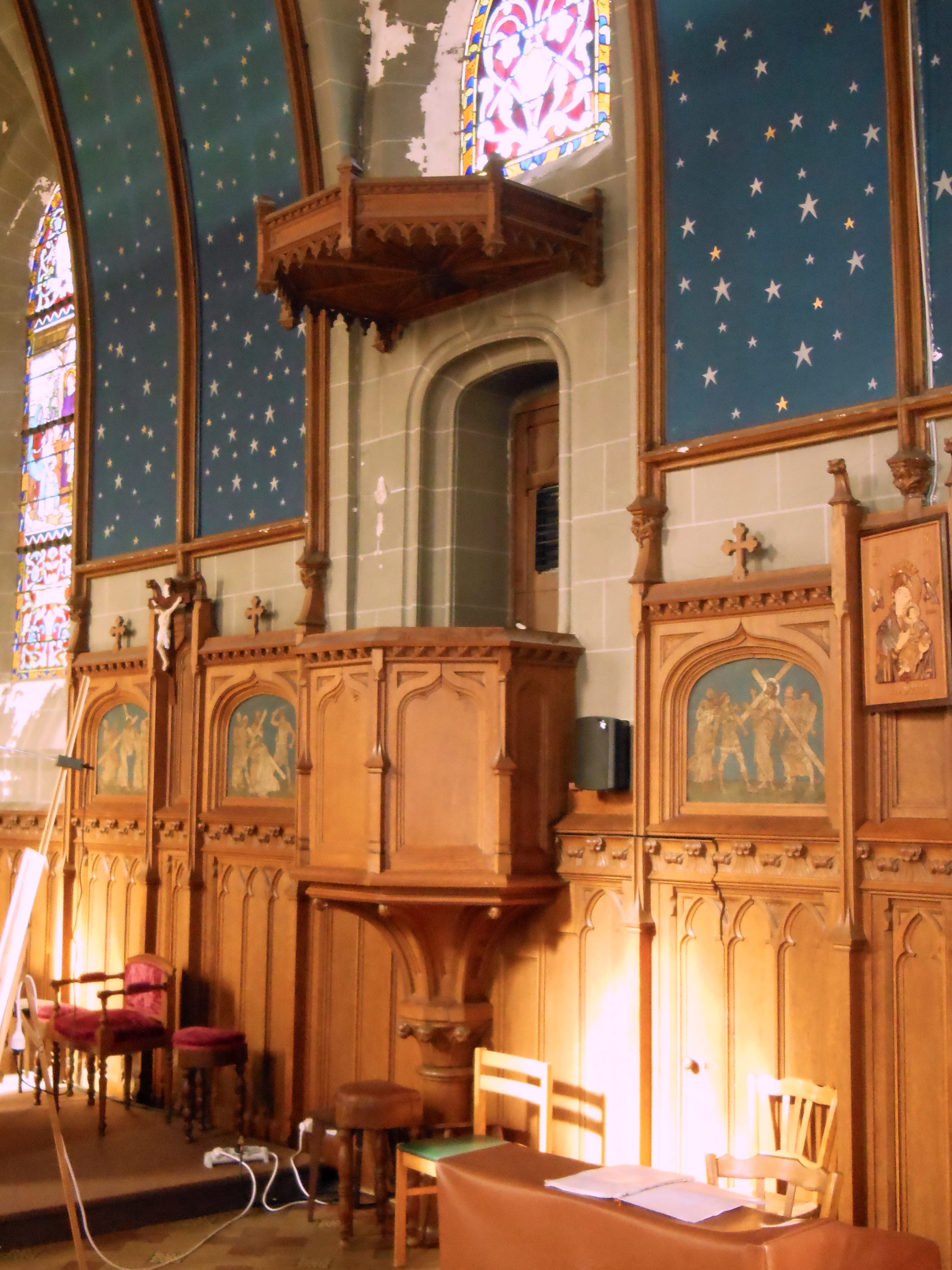
La chaire et le chemin de croix.
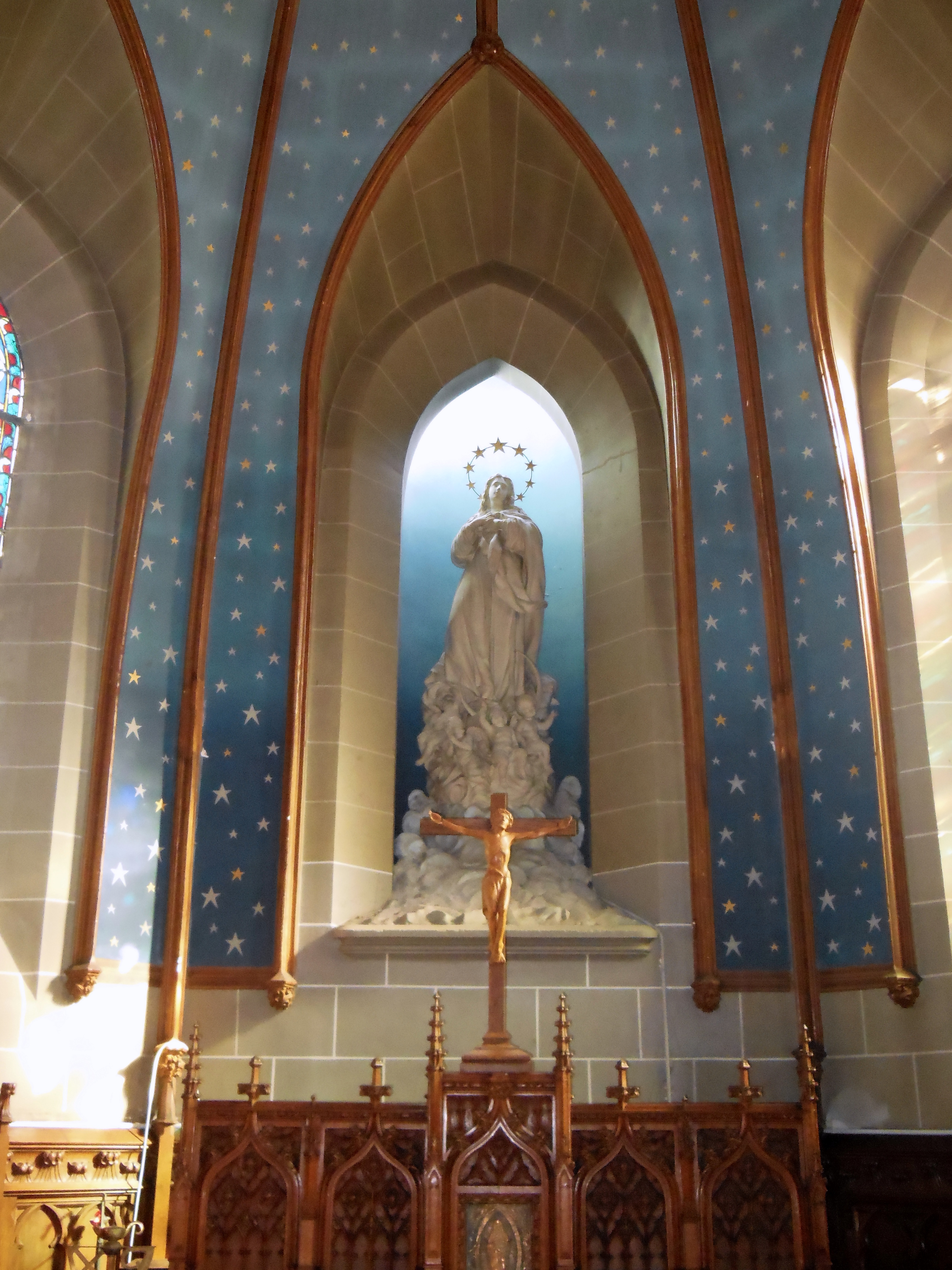
Statue de la Vierge de l'Assomption.

### Vitraux
Les ouvertures sont garnies de vitraux historiés de 1905 illustrant des épisodes de l'Évangile associés à des scènes de la vie locale. On y trouve ainsi le bâtiment du sanatorium, le moulin de Crémeur ou encore l'hôtel d'Aiguillon au Croisic. Sœurs de Saint-Vincent-de-Paul (également appelées Filles de la charité, elles font fonctionner le sanatorium pour le compte d'Hippolyte Palu, son fondateur) et enfants malades complètent les scènes créées par le peintre-verrier parisien Félix Gaudin.

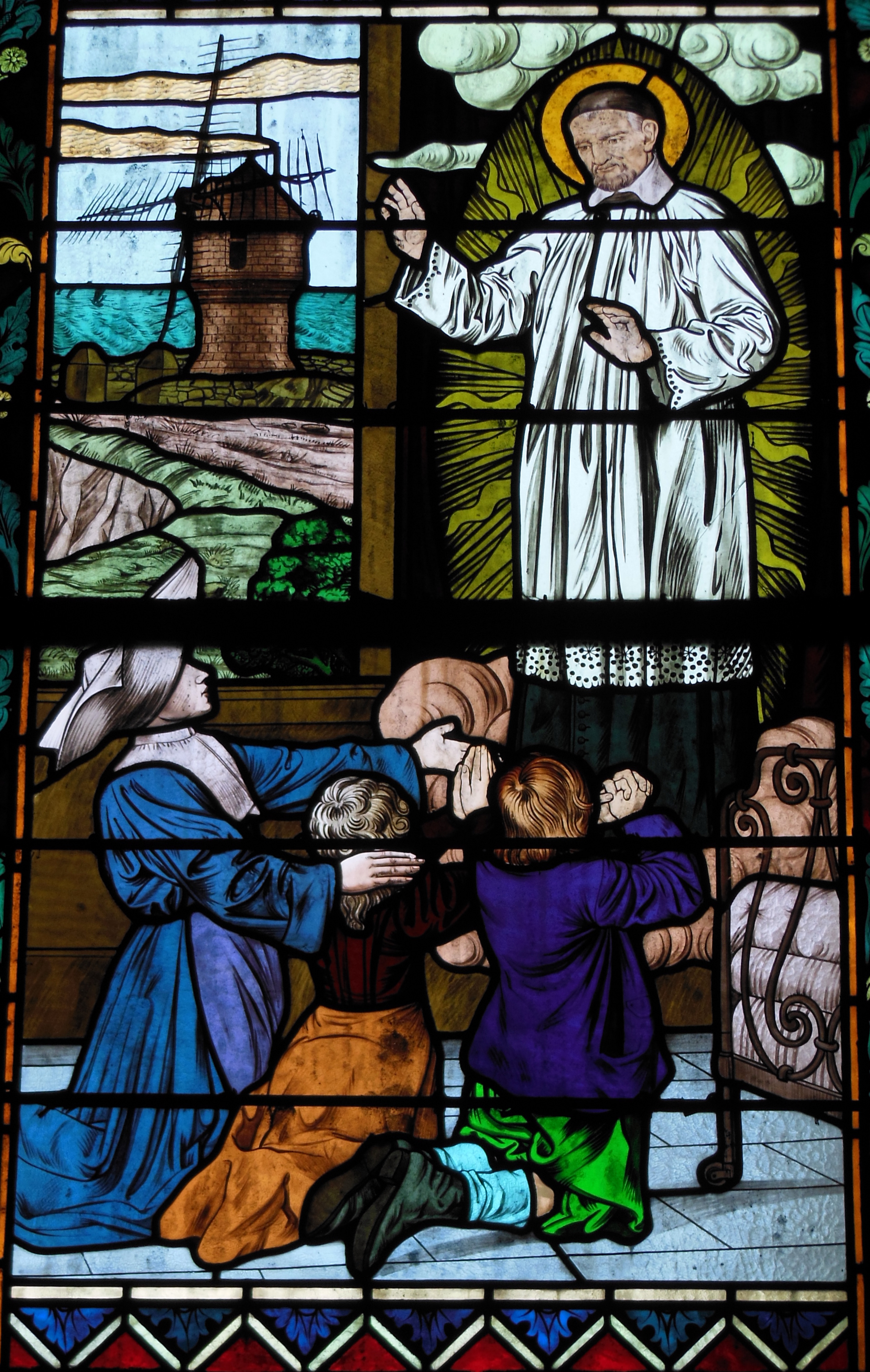
« Comment saint Vincent de Paul initia les filles de la charité à leur mission hospitalière ». Le moulin du Diable est représenté.
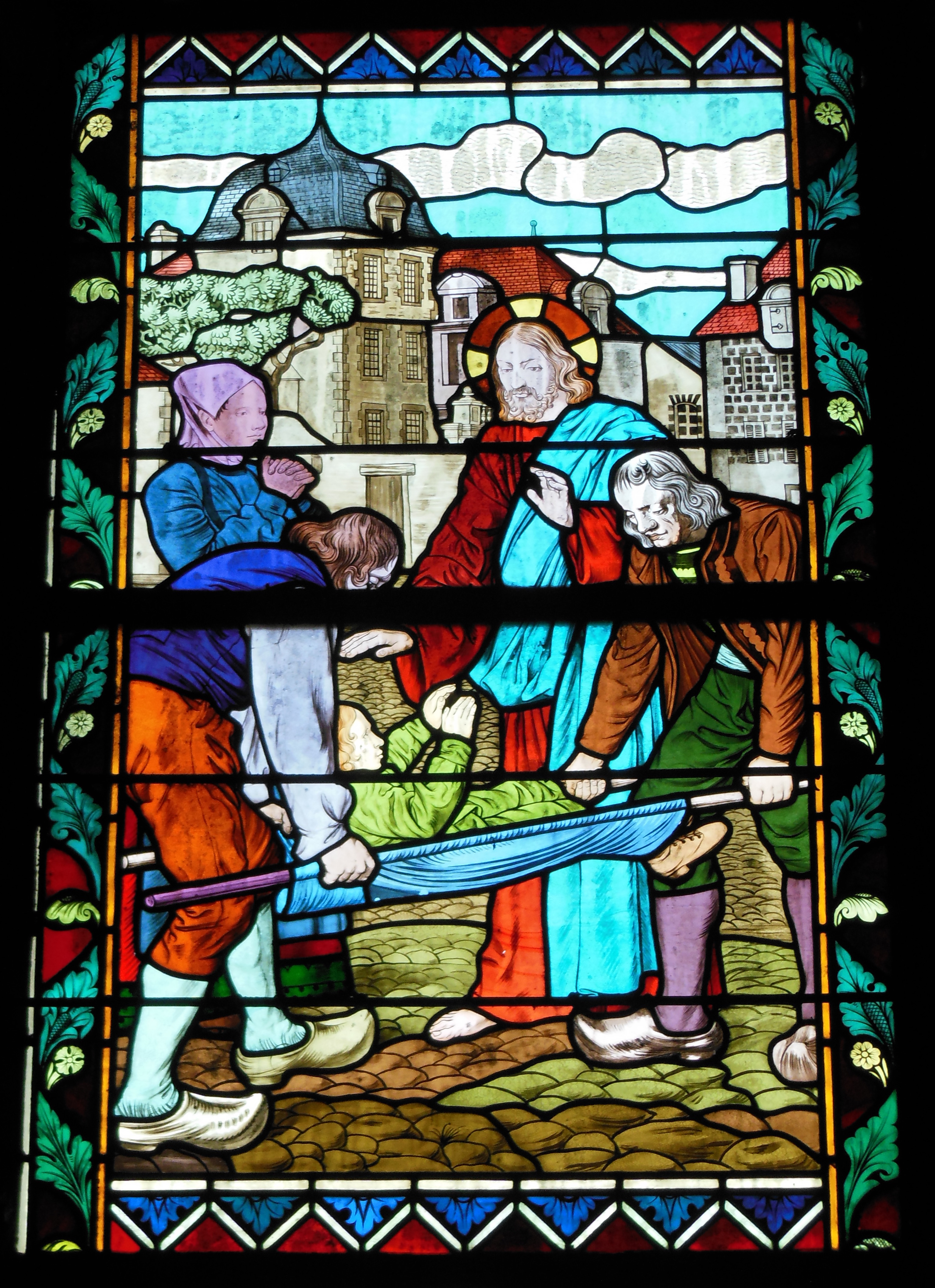
« Comment notre seigneur Jésus Christ guérit un enfant paralysé ». L'hôtel d'Aiguillon est représenté.
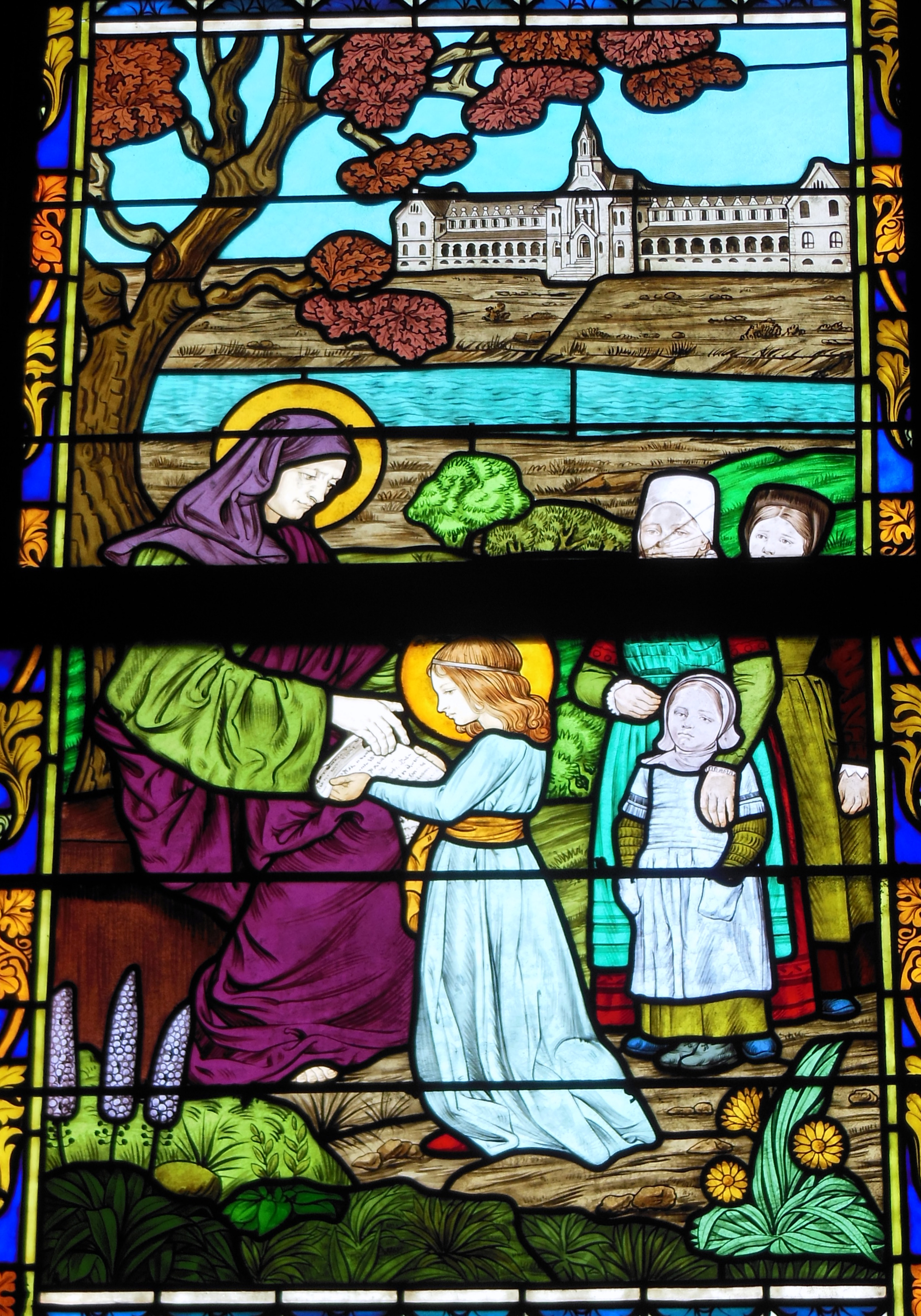
« Comment sainte Anne instruisit la Sainte Vierge ». Le sanatorium et la chapelle de Pen Bron sont représentés.
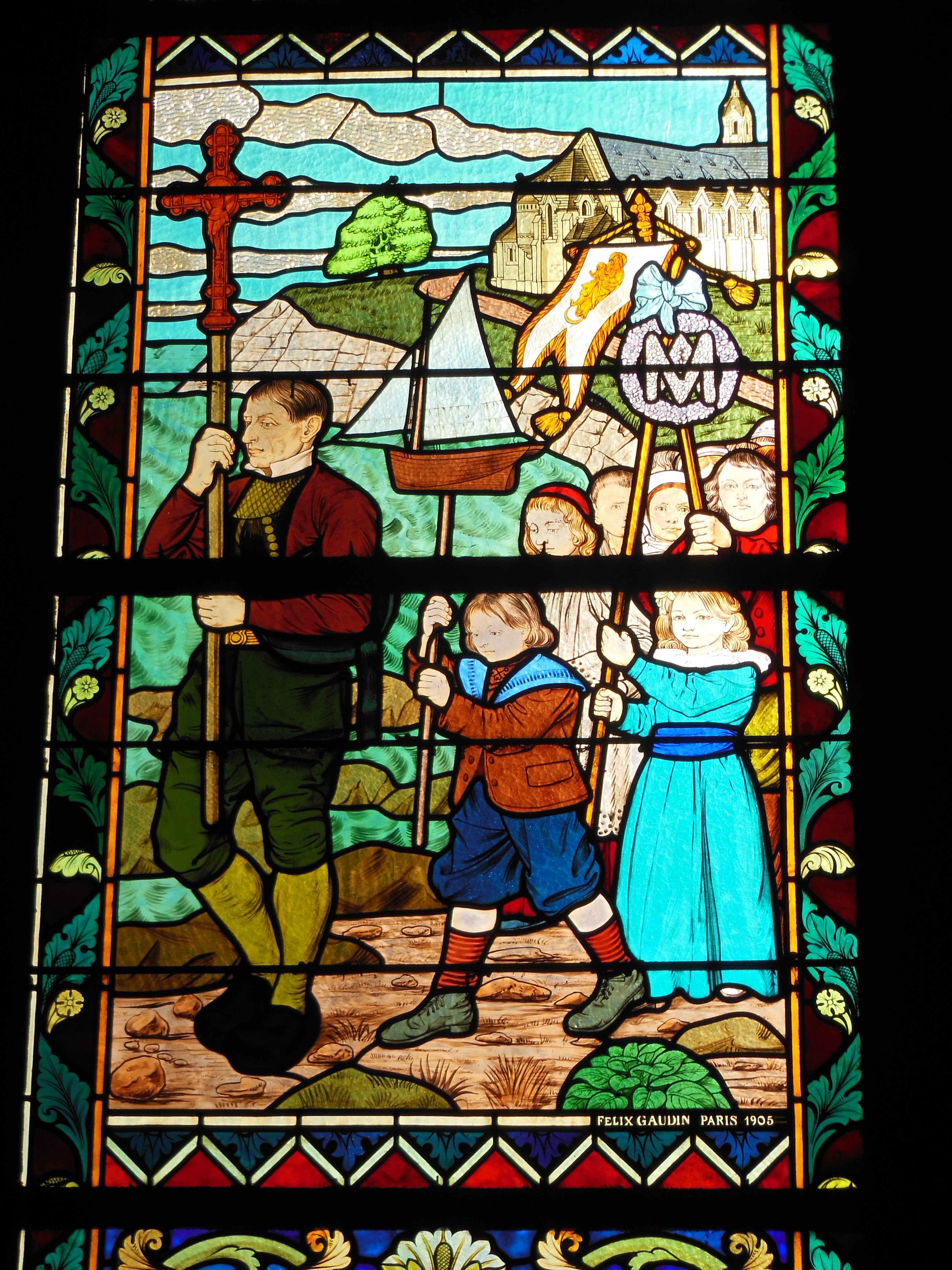
« Comment les gens du Croisic firent procession en l'honneur de la Vierge Marie ». L'église du Croisic est représentée.

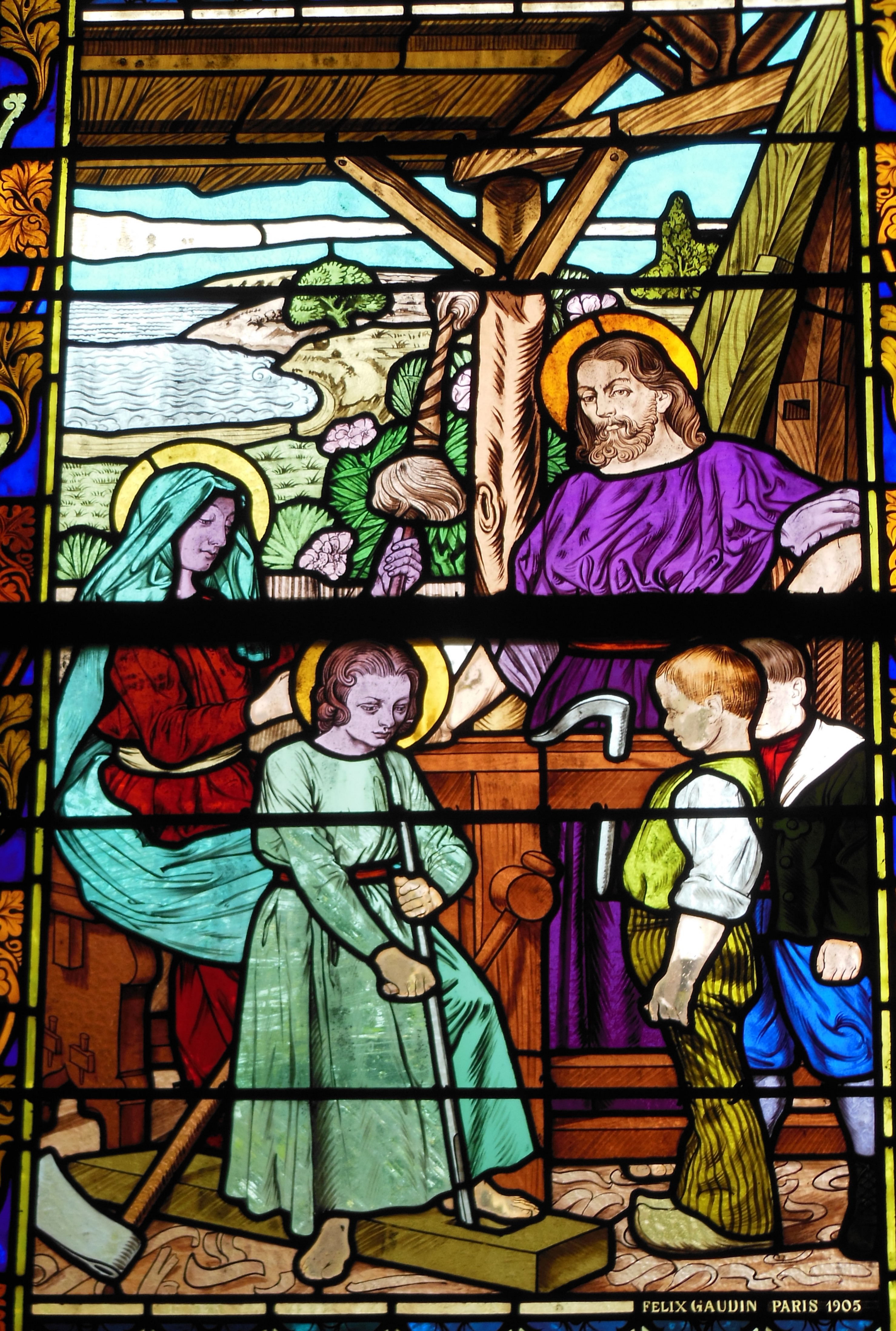
« Comment notre seigneur apprit à travailler dans la demeure de Nazareth ».
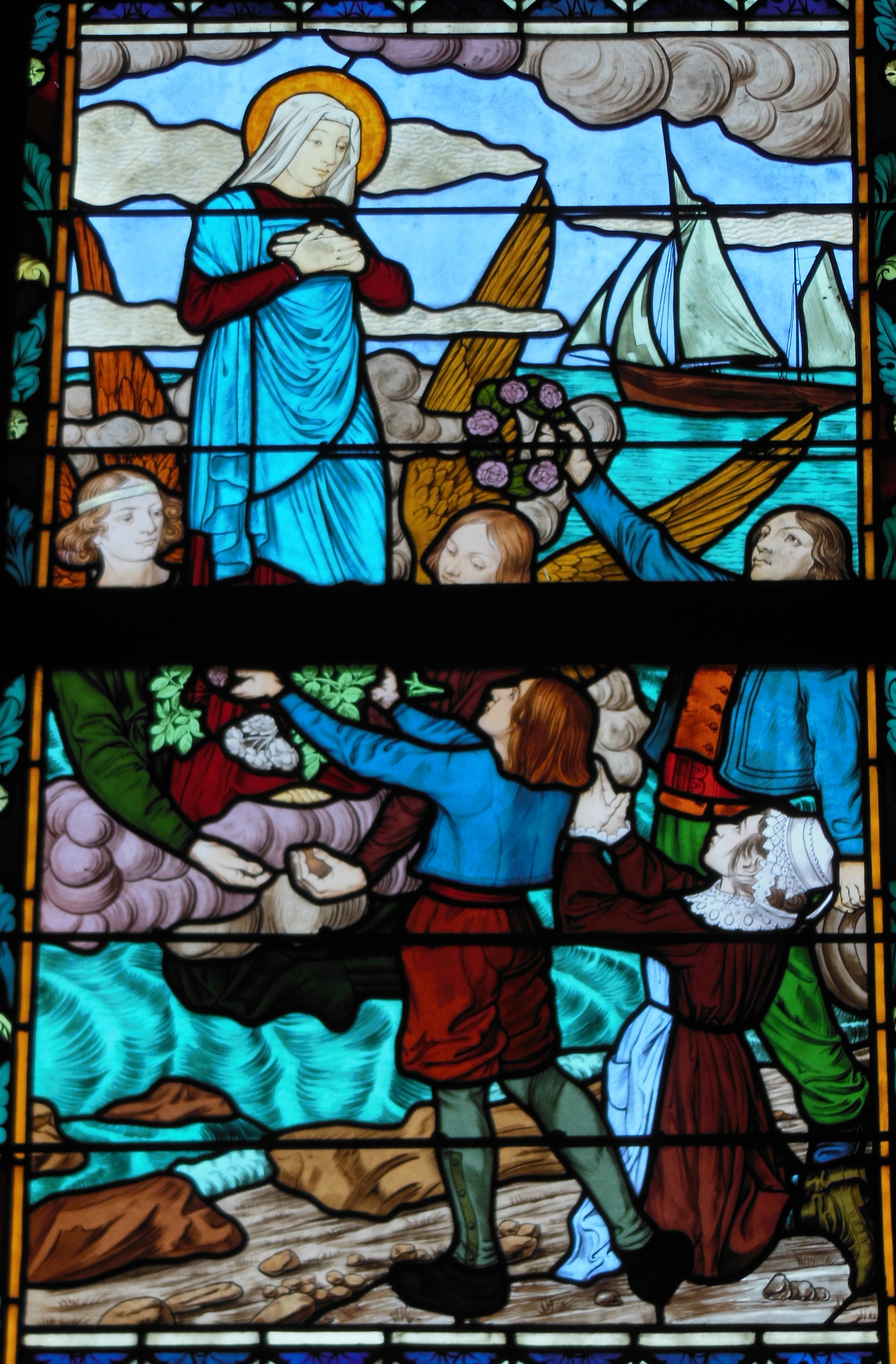
« Comment les enfants remercièrent la sainte Vierge de leur guérison ».
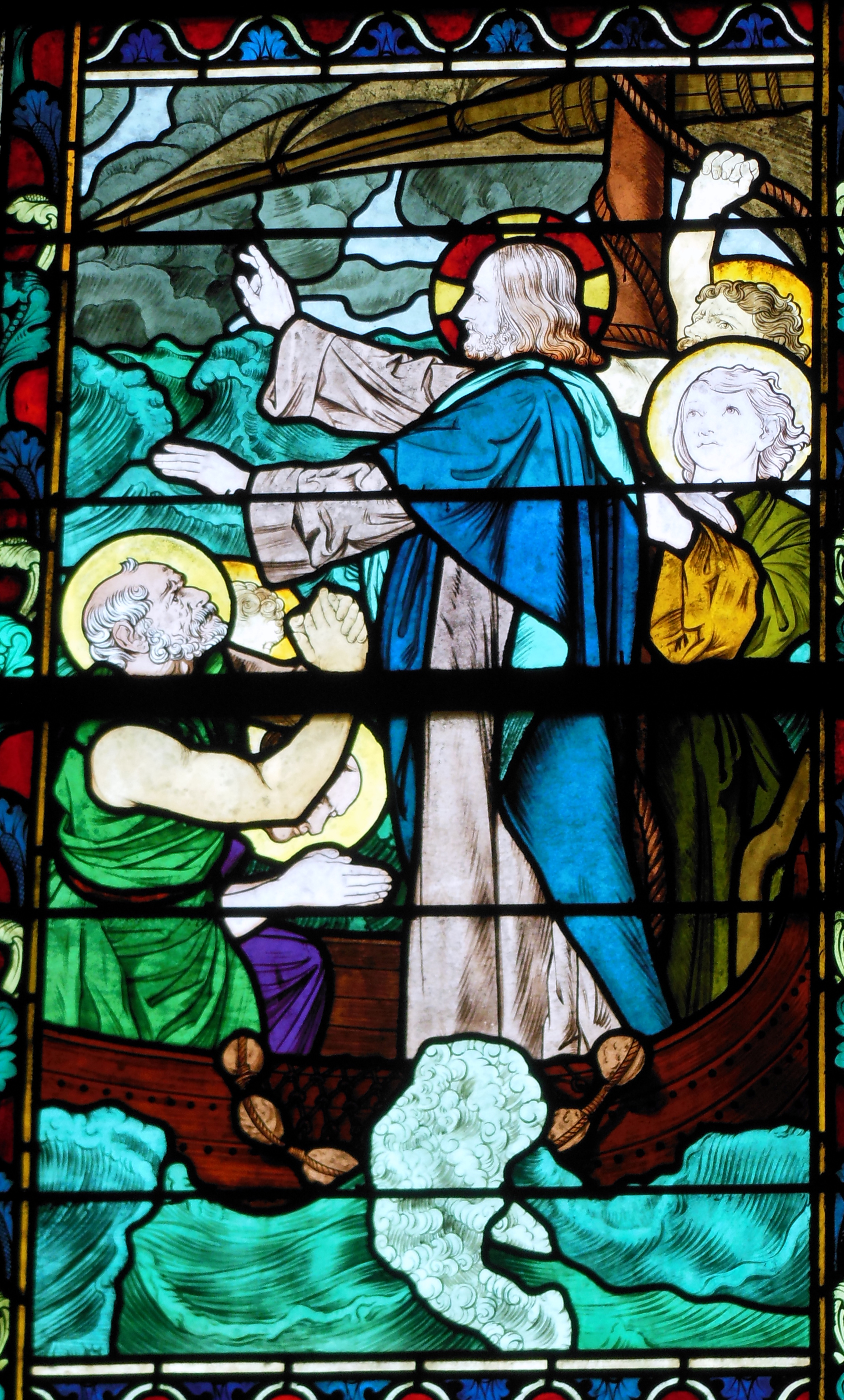
« Quel est celui à qui obéissent même les vents et la mer » (Mc 4,41).
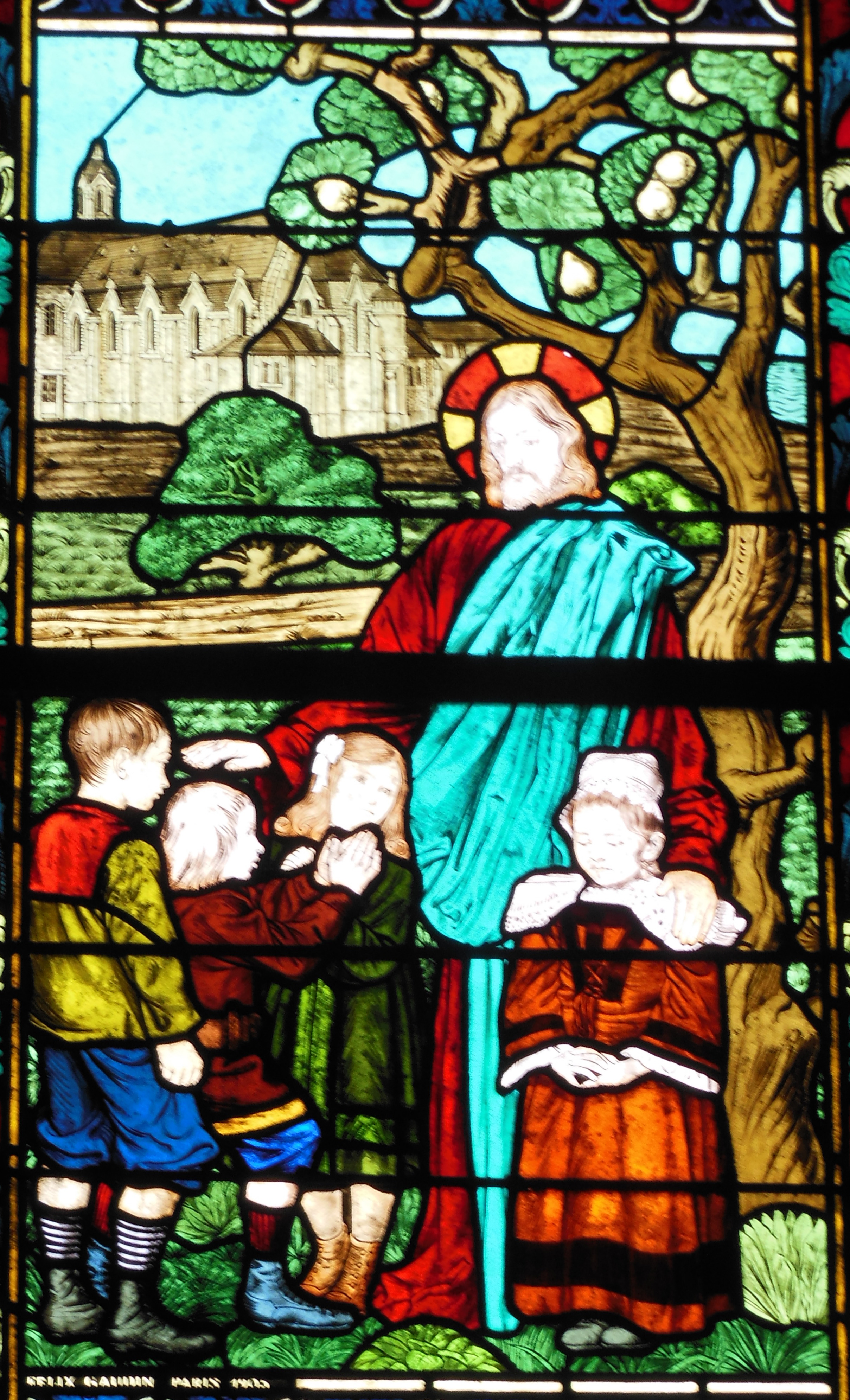
« Laissez venir à moi les petits enfants » (Lc 18,16).